# 金梁

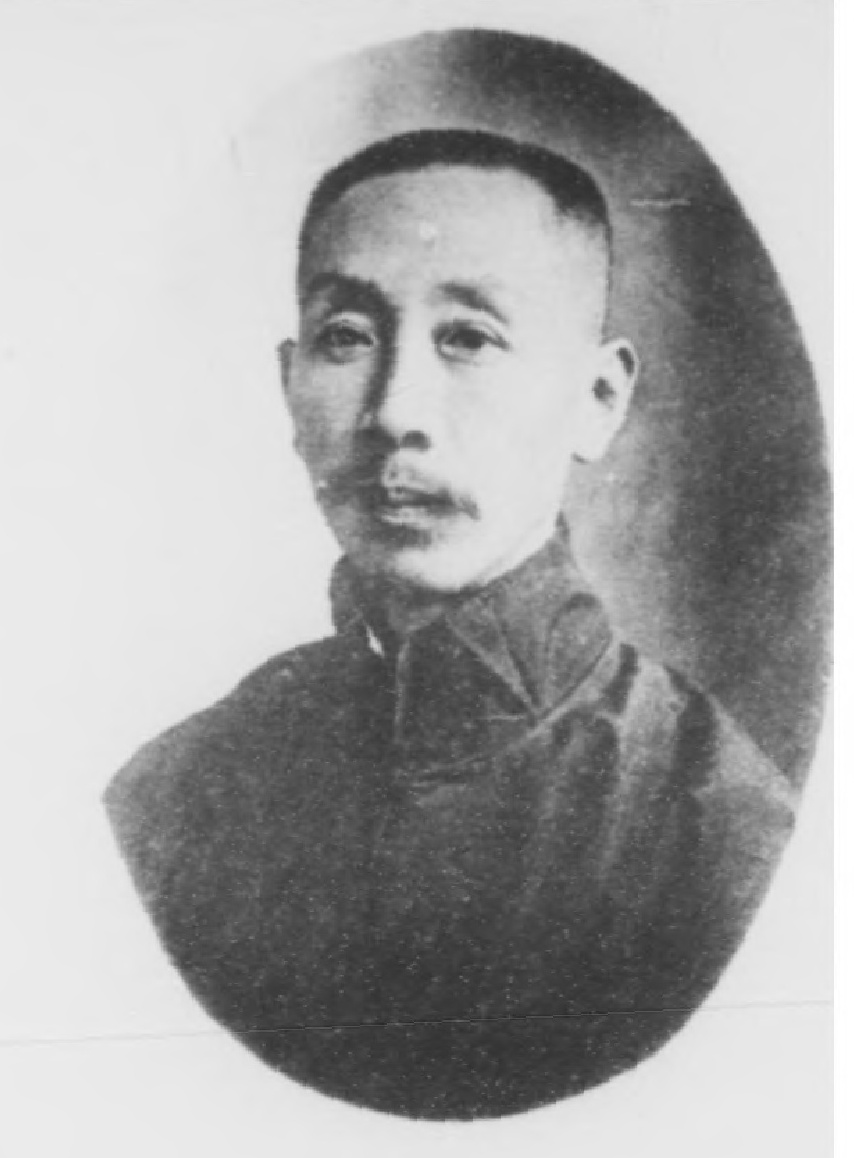
金梁的個人照

金梁（1878年—1962年12月27日），汉名關介之，原字锡侯，清朝灭亡后改为息候，号东庐，又号瓜圃，晚号不息老人，蘇完瓜尔佳氏，满洲正白旗人。出生于平湖乍浦，世为浙江杭州八旗驻防，故亦作杭县人。清末翰林，官员，历史学者。

## 生平
祖父观成曾任四川川南知县，父亲凤瑞曾任乍浦驻防八旗副都统。金梁於戊戌政变后，曾上万言书请杀荣禄以谢天下。光绪二十六年（1900年）在杭州创立文明学社，倡导小学教育。光绪二十七年（1901年）中举，光绪三十年（1904年）成甲辰科进士，历任翰林院编修、京师大学堂提调、监察御史、内城警厅知事、奉天旗务处总办、奉天新民知府等职。在奉天期间，金梁与东三省总督赵尔巽交往较多。
辛亥革命后，曾任奉天省洮昌道尹，农商部秘书等。1913年，张作霖曾请金梁当其子张学良的家庭教师。后來金梁被安排在沈阳故宫博物院当了院长。1917年，张勋复辟期间，金梁任總管内务府大臣。1919年，应黑龙江省长兼督军孙烈臣之请，主持编修《黑龙江通志纲要》。1924年，溥仪下诏，命令金梁协助郑孝胥管理内务府。1924年，冯玉祥驱逐溥仪出宫，金梁携眷到了沈阳，依附赵尔巽。
1927年，袁金铠邀请金梁加入清史館。袁金鎧本人熱衷政治，不克常居史館，乃約金梁為《清史稿》進行校刻。金梁对编修工作颇为投入，“排日付印，如编新闻者，主笔督催，手民侍立，无复有片刻之暇……随引随发，前后不遑兼顾”。1927年秋，赵尔巽病故，由柯劭忞代理馆长。1928年，南京国民政府再次北伐，奉军连遭败绩，張作霖退守關外。清史馆失去经费来源。時局動盪，金梁雇佣车马，将书稿“携归私寓，日夕赶办，撰校兼行，一月之间，竟补至百卷。”金梁遂趁时局纷扰之际，利用职权，擅改原稿，自行加入张勋、康有为和张彪三人的传记。金梁的校订亦有合理之处，如删去《八线对数表》这类非關文史的數學内容。1928年，金梁将书稿送交刊印，共印书1100部，其中400部被运往关外发行，这批书称为“关外本”。有清史館同仁发现金梁私改原稿后，又将留在北京的原印本加以還原，並取消了金梁的「校刻記」和張勳傳張彪附傳以及康有為傳，這次重印稱为“关内本”。1928年6月8日，国民革命军占领北京。同月，故宫博物院接收了清史馆。1931年，爆發九一八事变，金梁举家避居天津，在爱丁堡道赁屋居住。养病天津期間，他撮录昔年日记而成《光宣小記》一書。1934年，金梁在東北又重新修改了“关外本”并重印面世，在文苑传二，姚鼎传后补入陈黌举、朱筠、翁方纲三传，号为“关外二次本”。九一八事变爆發后，金梁曾任奉天地方维持会委员、满洲國奉天國立博物馆馆长、奉天通志馆总纂，奉天四库全书馆作办。1942年，金梁還刊印《清史稿补》，记载了《清史稿》编校过程中存在的问题。新中国成立后，金梁被聘为文史馆馆员。
另编有《光宣小记》、《近世人物志》、《满洲老档秘录》等。工书画篆刻。
1962年12月27日，因感染“大头风”医治不愈，卒于北京，终年85岁。也有称1963年卒于北京，终年87岁。